# Nico Johannes Tromp
Nico Johannes Tromp (Anna Paulowna, 8 januari 1930 — Echt, 18 juni 2010) was een Nederlandse priester en hoogleraar aan de katholieke universiteit van Tilburg en de katholieke hogeschool van Utrecht.

## Leven en werk
Tromp werd in 1956 tot priester gewijd. Hij studeerde achtereenvolgens in Rome, Heidelberg en Lyon. Hij promoveerde aan het Bijbelinstituut in Rome. Hij doceerde van 1966 tot 1987 het "Oude Testament" aan de theologische faculteit van de universiteit Tilburg. Van 1978 tot 1991 was hij hoogleraar aan de Katholieke Theologische Hogeschool Utrecht (KTHU), waar hij eveneens het "Oude Testament" en daarnaast ook Hebreeuws doceerde. Tromp werd in 1986 benoemd tot rector van de KTHU. Wegens gezondheidsredenen moest hij deze functie in 1987 neerleggen. Tromp werd vooral bekend door zijn studies over de Psalmen. Hij schreef een driedelige studie over dit onderwerp. Hij leverde diverse bijdragen voor de Willibrordvertaling, waaronder de vertaling van de Psalmen. Voor de KRO-radio verzorgde hij een serie lezingen over het Bijbelboek Ezechiël. Bij zijn afscheid als hoogleraar kreeg hij de bundel "Gelukkig de mens", opstellen over Psalmen, exegese en semiotiek aangeboden. Hij publiceerde onder meer in het blad ’De Sleutel’ van het bisdom Roermond en in 'De Roerom'.
Tromp overleed in juni 2010 op 80-jarige leeftijd. Hij werd begraven op het kloosterkerkhof in Tilburg.